# Claës Palme
Johan Claës Woldemar Palme, född 31 maj 1917 i Svea artilleriregementes församling på Östermalm i Stockholm, död 21 april 2006 i Engelbrekts församling i Stockholm, var en svensk advokat, specialiserad på sjörätt. Han var son till Gunnar Palme och storebror till Olof Palme.

## Biografi
Claës Palme var sjörättsexpert och hade egen advokatbyrå. Han var också reservofficer i kavalleriet och utnämndes till officer den 28 april 1939. Han avlade juris kandidatexamen vid Uppsala universitet 1943. Palme fick 25 ärenden prövade i Högsta domstolen under sin karriär som advokat. 
Sovjetiska staten anlitade honom för att stämma svenska staten då det sovjetiska fartyget Tsesis gått på grund vid inloppet till Södertälje. Han vann målet, något som väckte stor uppmärksamhet eftersom brodern Olof då var Sveriges statsminister. Claës Palme var också författare av sjörättsliga artiklar och företrädde under en lång tid Sjöfartsverket inför domstol. 
Han var aktiv moderatpolitiker och ordförande i kyrkofullmäktige i Engelbrekts församling på Östermalm i Stockholm. Han deltog bland annat i den demonstration mot Löntagarfonder som 4 oktober-rörelsen arrangerade på den dagen då Löntagarfonder skulle behandlas i riksdagen. Under perioder bodde han på Franska rivieran.
Claës Palme var en av initiativtagarna till att släktgodset Skangal i Lettland överlämnades till Frälsningsarmén.
Claës Palme var från 1953 gift med Maud Bäckström (1928-2015), med vilken han hade tre barn. Makarna Palme är begravda på Norra begravningsplatsen i Stockholm.